# Cucueți (okręg Teleorman)
Cucueți – wieś w Rumunii, w okręgu Teleorman, w gminie Scrioaștea. W 2011 roku liczyła 888 mieszkańców.